# Pseudacteon genebrae
Pseudacteon genebrae är en tvåvingeart som beskrevs av Mattos och Orr 2002. Pseudacteon genebrae ingår i släktet Pseudacteon och familjen puckelflugor. Inga underarter finns listade i Catalogue of Life.